# جلان ديفيز (سياسي)
جلان ديفيز (بالإنجليزية: Glen Davies)‏ هو سياسي أسترالي، ولد في 5 أغسطس 1943 في أستراليا، وتوفي في 4 أبريل 2003 في كوينزلاند في أستراليا. حزبياً، نشط في حزب العمال الأسترالي. وقد انتخب Speaker of the Tasmanian House of Assembly ‏ (5 مارس 1980 – 14 يونيو 1982) وانتخب Speaker of the Tasmanian House of Assembly ‏ (14 فبراير 1977 – 10 سبتمبر 1979) وانتخب عضو مجلس نواب تسمانيا عن دائرة Division of Braddon (state) ‏ (22 مارس 1972 – 8 فبراير 1986).